# Bjarne Aagaard
Bjarne Aagaard, född 18 januari 1873 i Sandefjord, Norge, död 29 september 1956, var en norsk skeppsmäklare, vicekonsul och författare av valfångsthistoria och översättare av poesi.

## Biografi
Aagard gick till sjöss som 15-åring, och besökte både Nord- och Sydamerika innan han anställdes av en skeppsmäklare i Glasgow. År 1892 hade han blivit chef för företagets filial i Greenock och 1893 flyttade han till Hamburg, där han 1898 startade sitt eget företag i branschen. Efter önskemål från norska rederier startade han 1904 verksamhet i Hongkong, med kontor i Kobe och Yokohama.
År 1914 återvände Aagaard hem till Larvik för att där starta Farristapperiet, en anläggning för tappning av mineralvatten vid sjön Farrisvannet. Han ledde verksamheten där till 1920.
Som pensionär från 1925 ägnade Aagaard sig åt ett omfattande författarskap om valfångst och om Antarktis historia. Han kämpade internationellt för norska intressen i Antarktiska oceanen. Hans bibliografi över Antarktislitteratur från 1950 innehåller runt 8 000 poster. Aagaards boksamling, uppbyggt kring valfångstens historia, blev kärnan i Valfångstmuseets bibliotek. Han författade även två samlingar av översättningar av persisk poesi. Glaciären Aagaard Glacier i Antarktis är uppkallad efter Aagaard.
Han gifte sig 1907 med svenska Cecilia, född Bergdahl (född 1876), och var svenska vicekonsul från 1920. Han var innehavare av statsstipendium 1941.